# ده‌کهنه (کنگاور)
ده‌کهنه (کنگاور)، روستایی از توابع بخش مرکزی شهرستان کنگاور در استان کرمانشاه ایران است.مردم این روستا به زبان لکی سخن میگویند.

## جمعیت
این روستا در دهستان خزل‌ غربی قرار دارد و براساس سرشماری مرکز آمار ایران در سال ۱۳۸۵، جمعیت آن ۵۳۴ نفر (۱۳۵خانوار) بوده‌است.